# 신영자 (1954년)

## 경력[2]
- 2003~2015 한국여성경제인협회 전북지회 수석부회장
- 2003~2015 군산시 도시계획위원회 위원
- 2006~2015 아름다운가게 군산명산점 공동대표
- 2009년 제20대 군산상공회의소 의원
- 2012년 법무부 법사랑위원 군산익산지역연합회 부위원장
- 2012년 제21대 군산상공회의소 의원
- 2012~2016 군산아리울초등학교 학교운영위원회 지역위원
- 2014~2018 제23대 군산상공회의소 의원
- 2014~2018 제7대 군산시의회 의원
- 2014년 법사랑 군산익산지역장학회 이사

- 2018~2022 제8대 군산시의회 의원
  - 2018년 제8대 군산시의회 경제건설위원회 위원장

## 학력[3]
- 1971년 군산여자상업고등학교 졸업
- 2001~2004 호원대학교 건축토목공학부 학사
- 2004~2006 전북대학교 환경대학원 도시 및 지역계획 석사
- 2015~2017 사이버한국외국어대학교 지방행정의회학부 학사

## 수상[4]
- 2003년 군산세무서장 표창
- 2004년 상공의 날 모범 기업인상
- 2004년 전북도지사 표창
- 2005년 여성부장관 표창
- 2005년 한국산업경제학회 추계학술대회 전문경영자대상
- 2007년 국무총리 표창
- 2009년 전주지방검찰청 검사장 표창
- 2016년 한국교통장애인협회 군산시지회 감사장
- 2017년 국가보훈평화공헌대상
- 2017년 코리아 파워리더 대상
- 2017년 대한민국 의정대상 지자체 부문 대상
- 2017년 더불어민주당 당대표 최우수상
- 2017년 대한민국 지방자치단체 행복지수평가 보고 및 우수의정대상 우수의원

## 역대 선거 결과
|  | 36.03% |

|  | 64.06% |

|  | 71.29% |

|  | 27.40% |